# Mycetina testaceitarsis
Mycetina testaceitarsis es una especie de insecto coleóptero de la familia Endomychidae.

## Distribución
Habita en Tonkín (Vietnam).